# Březce
Březce (německy Bresetz) jsou vesnice, bývalá obec, dnes část obce Štěpánov v okrese Olomouc v Olomouckém kraj. Leží asi 3 km jižně od centra Štěpánova na pravém břehu řeky Oskavy. Ještě jižněji se u vesnice rozkládá Chomoutovské jezero.

## Název
Podoba jména vesnice nebyla v průběhu dějin pevně ustálená, neboť se střídala jména Březce, Březí a Břest. Nejstarší písemný doklad je z roku 1276 a má podobu Bresci, což odpovídá snad tvaru (v) Břestci, podoba prvního pádu by tedy byla Břestek či Břestec. Břest bylo staré pojmenování jilmu, podle jehož výskytu byla vesnice pojmenována.

## Historie
První písemná zmínka o Březcích pochází z roku 1276, kdy patřily klášteru Hradisko. Opat dal vesnici obecní zřízení, které je zaznamenáno v obecní kronice, vedené už od roku 1732. Po zrušení kláštera roku 1784 byly spravovány státním náboženským fondem a v roce 1826 je koupil hrabě Filip Ludvík Saint Genois. Ovšem už od roku 1850 tvořily Březce samostatnou obec v politickém okresu Olomouc-venkov. Obyvatelé se živili převážně zemědělstvím, část ve štěpánovských železárnách, v samotné obci fungovala od roku 1929 slévárna šedé litiny J. Pfoffa. V roce 1960 byly připojeny k obci Štěpánov a v roce 1994 byla ve vesnici dokončena plynofikace.
| Rok      | 1869 | 1880 | 1890 | 1900 | 1910 | 1921 | 1930 |
| -------- | ---- | ---- | ---- | ---- | ---- | ---- | ---- |
| Obyvatel | 319  | 291  | 311  | 314  | 275  | 288  | 346  |
| Domů     | 34   | 40   | 41   | 41   | 42   | 42   | 58   |
| Rok      | 1950 | 1961 | 1970 | 1980 | 1991 | 2001 | 2011 |
| Obyvatel | 269  | 285  | 265  | 249  | 235  | 230  | 265  |
| Domů     | 66   | ?    | 65   | 71   | 78   | 79   | 92   |

1. ↑  Z toho 340 osob národnosti československé a 6 německé.[8]

## Památky
Dominantu obce tvoří barokní kaple svatého Jana Nepomuckého postavená roku 1839. Jedná se o jednolodní stavbu s vysokou hranolovou věží, na jejímž vrcholu je pevně usazená lucerna na níž se tyčí zlatý kříž. V neděli 21. července 2013 byl slavnostně vysvěcen a zavěšen do věže zdejší kaple nový zvon o hmotnosti 128 kg a je zasvěcen sv. Janu Nepomuckému.
Mezi další památky patří sousoší kalvárie vystavěné kolem roku 1828. Na jižním konci vesnice u podjezdu je vystavěna trojhraná boží muka, na jejímž vrcholu se tyčí železný kříž. V obci se též nachází pomník obětem druhé světové války a pamětní deska obětí padlých v první světové válce.

## Galerie

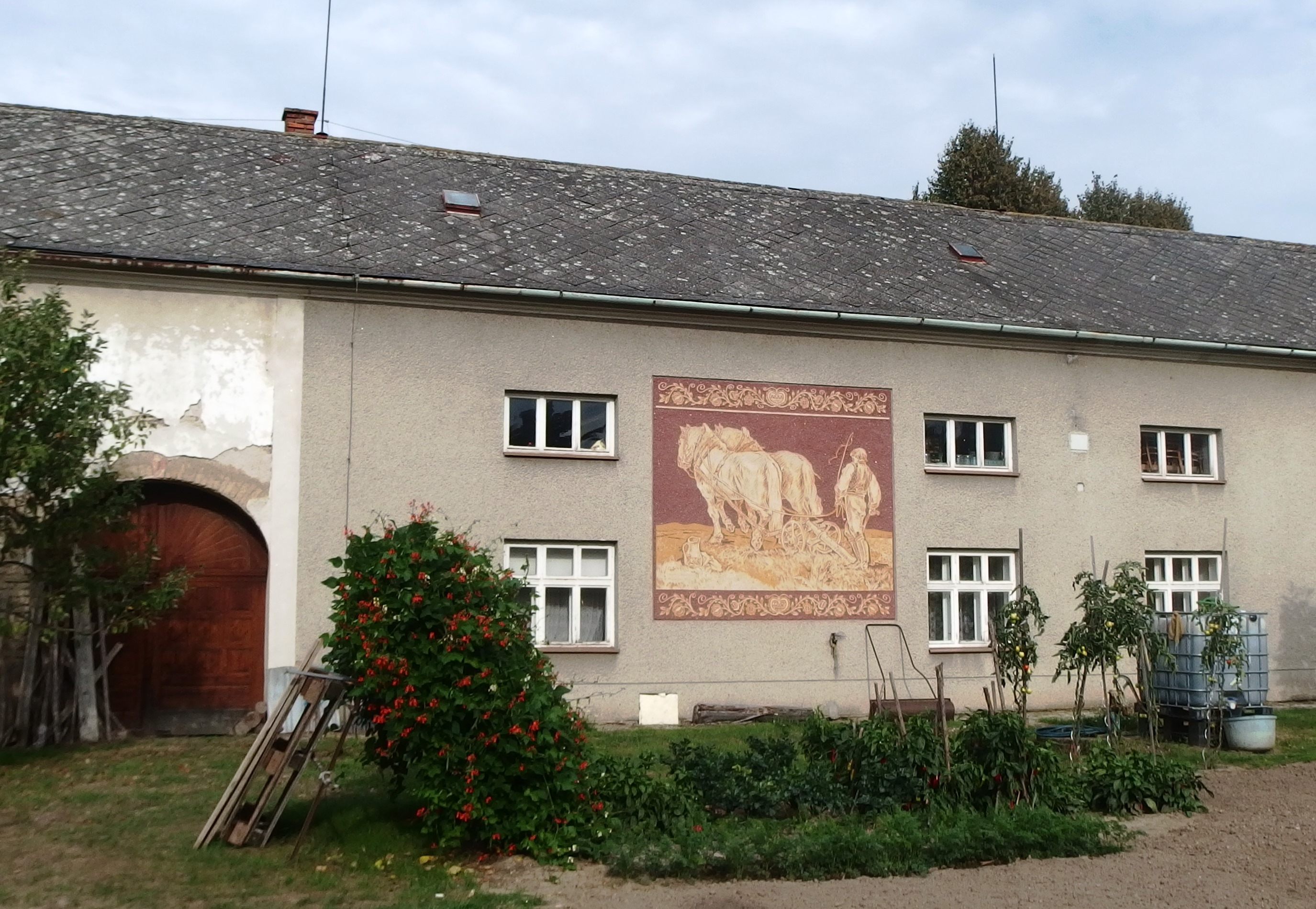
Dům č. p. 4
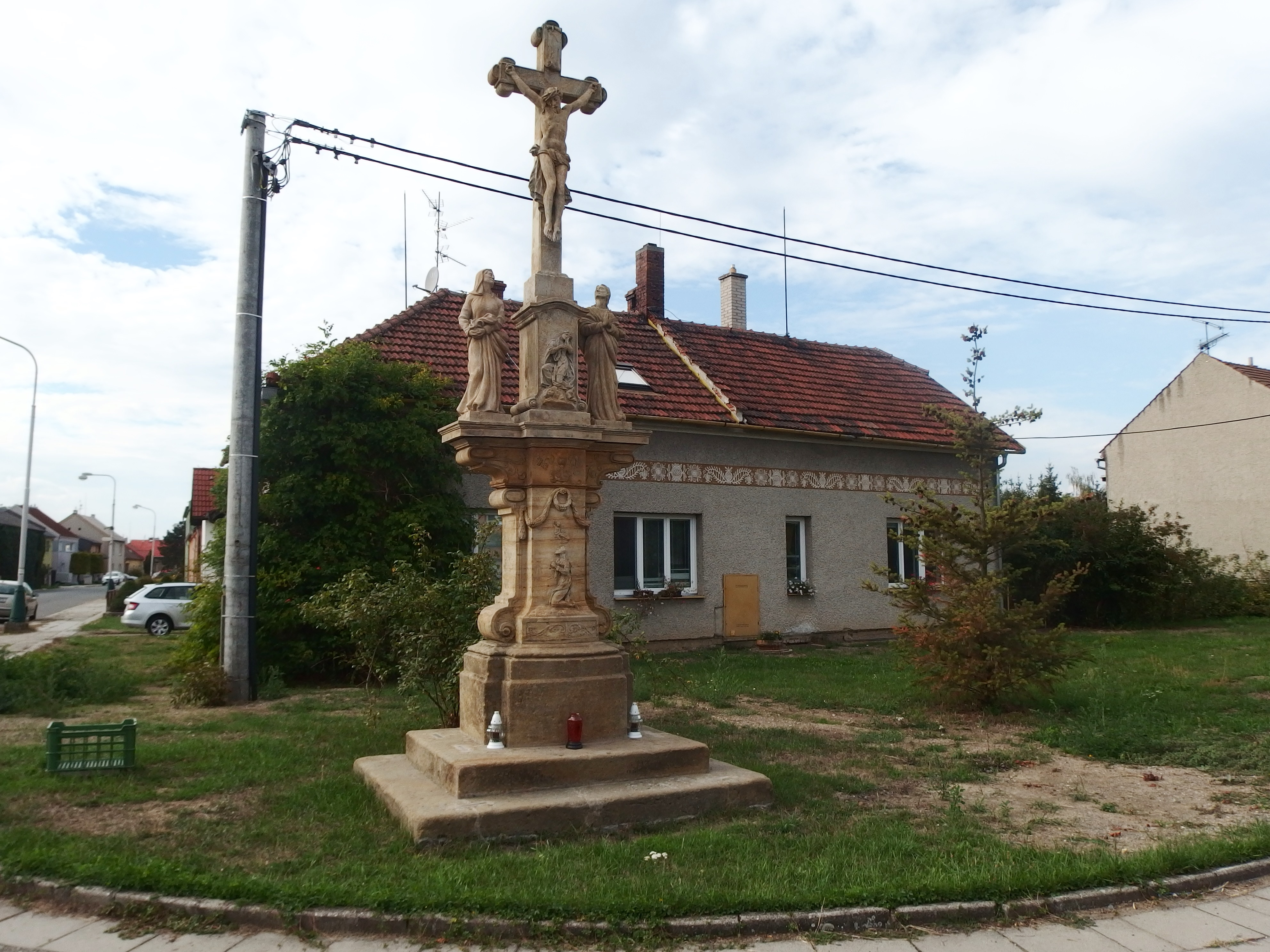
Kalvárie
Boží muka
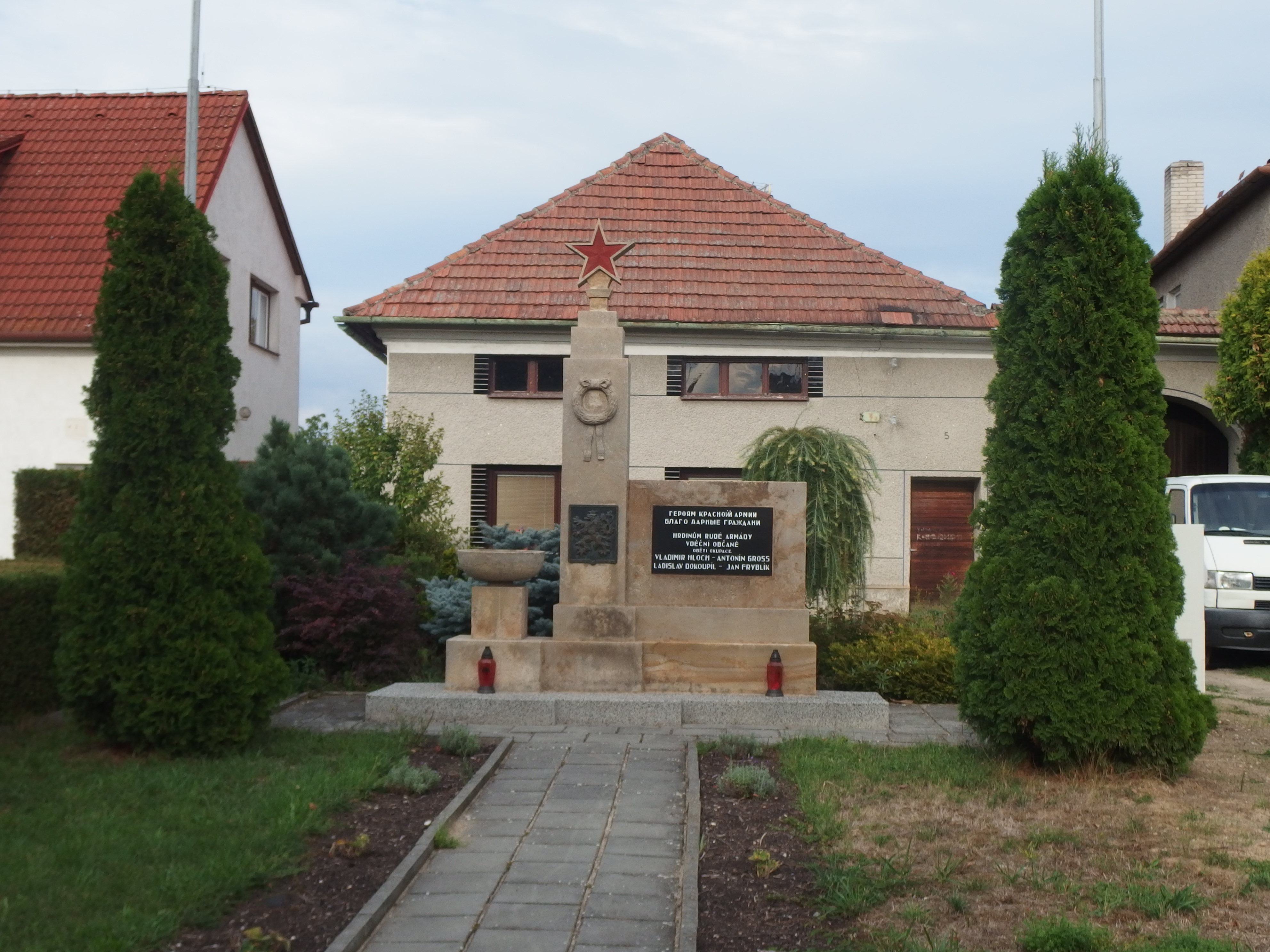
Pomník obětem druhé světové války